# Alter Zolln

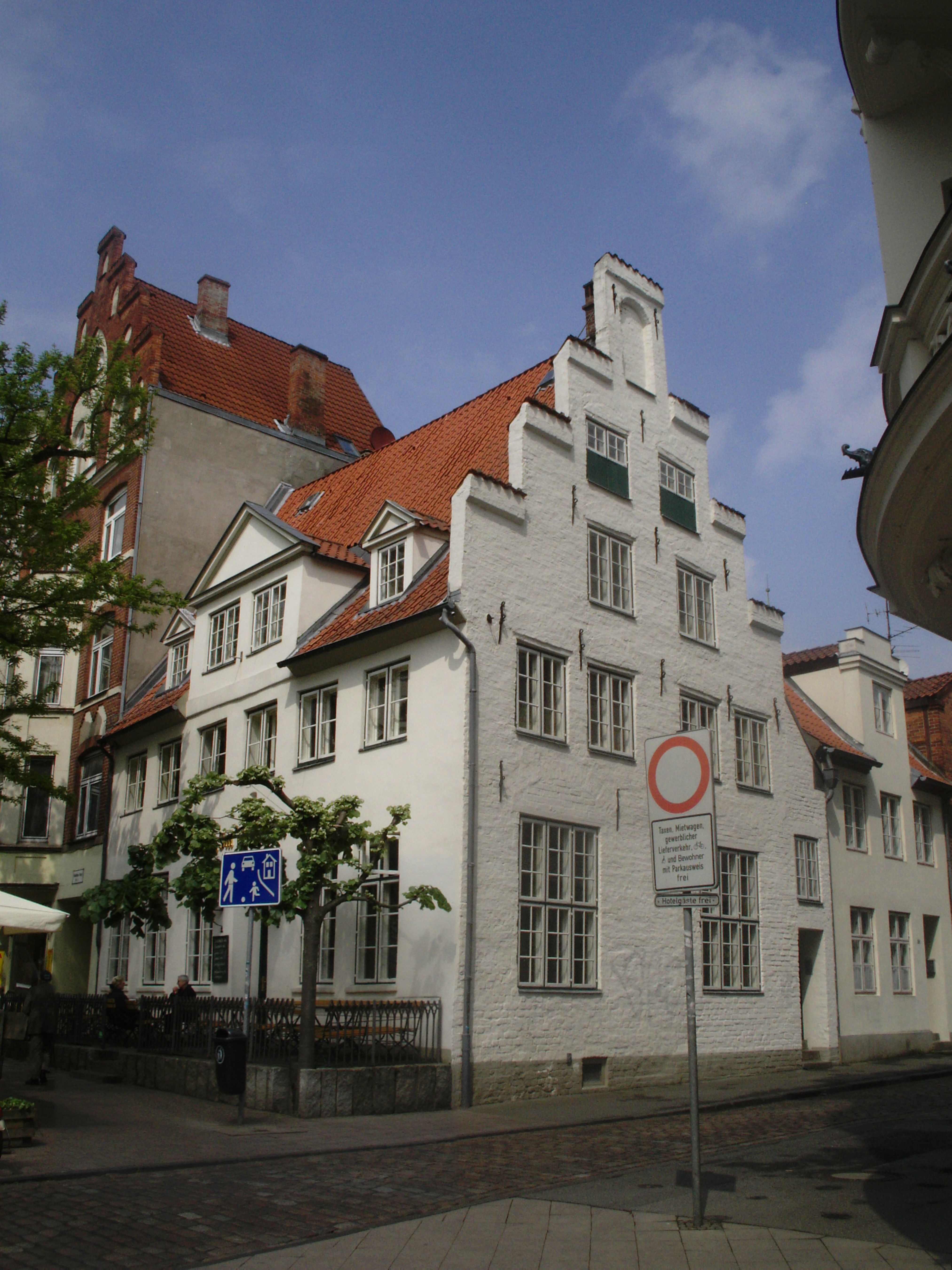
Der Alte Zolln

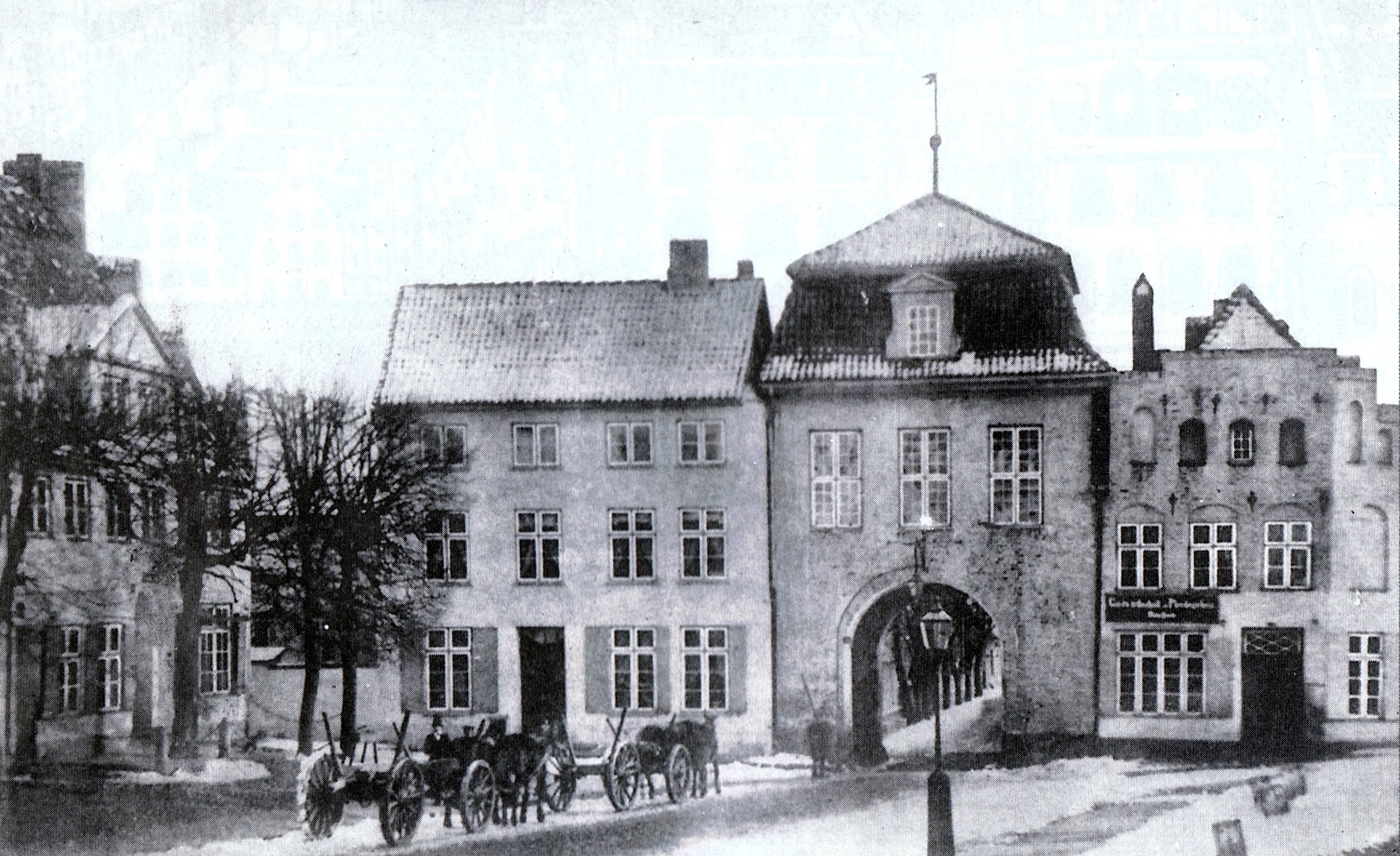
Am linken Rand: Der Alte Zolln in Nachbarschaft des inneren Mühlentors (1858)

Der Alte Zolln ist ein denkmalgeschütztes Gebäude in Lübeck.

## Geschichte
Das Ende des 16. Jahrhunderts an Stelle eines älteren Vorgängerbaus neu errichtete Haus an der Ecke Mühlenstraße und An der Mauer (heutige Adresse: Mühlenstraße 93–95) bestand ursprünglich aus zwei Traufenhäusern mit einem gemeinsamen Dachstuhl und einem An der Mauer zugewandten seitlichen Treppengiebel in Renaissance-Formen.
Das Gebäude, das sich unmittelbar neben dem 1861 abgerissenen inneren Mühlentor befand, wurde 1594 als De olde Tollbode (Niederdeutsch für Das alte Zollhaus) urkundlich erwähnt; der offenbar vom älteren Vorgängergebäude übernommene Name bezog sich vermutlich darauf, dass es sich um das Wohnhaus des Zöllners handelte. Im Lübecker Niederstadtbuch ist am 16. März 1649 die Bezeichnung Der alte Zollen belegt.
Um die Wende vom 18. zum 19. Jahrhundert wurde das Haus erneuert; der Renaissancegiebel an der Mauer blieb erhalten, aber die der Mühlenstraße zugewandte Fassade wurde klassizistisch umgestaltet. Zu einem unbekannten Zeitpunkt und unter nicht mehr nachvollziehbaren Umständen wurde in einer Nische über der Eingangstür eine aus dem 16. Jahrhundert stammende Terrakottafigur eines Wilden Mannes eingelassen, die aus einem Schmuckfries des 1855 abgebrochenen äußeren Holstentors stammt.
Seit 1956 galt der Alte Zolln als einsturzgefährdet. 1966 wurde das Äußere des Gebäudes unter Denkmalschutz gestellt. Seit 1972 befindet sich im Alten Zolln eine gleichnamige Gaststätte. Der heutige Zustand des Bauwerks ist das Ergebnis einer grundlegenden Sanierung in den Jahren 1980 und 1981.